# 田中正昭
田中 正昭（たなか まさあき、1951年5月31日 - ）は、日本の財務官僚。総務省大臣官房審議官や東京国税局長等を経て、日本酒類販売社長、酒卸ユニオン＜創SOU＞ 理事長。

## 人物
東京都出身。1974年に一橋大学経済学部を卒業し、大蔵省（のち財務省）入省。
大蔵省入省以来、予算編成に携わることが多く、防衛庁長官官房会計課長や阪神・淡路復興対策本部主任局員を務めるなど、他省庁への出向も多く経験した。名古屋国税局長や東京国税局長を歴任したのちに、退官し、日本酒類販売社長。

## 経歴
- 1951年 - 東京都出身[3]
- 1974年 - 一橋大学経済学部卒業[3]
- 1974年 - 大蔵省入省（主計局総務課）
- 1975年 - 大蔵省主計局法規課、大臣官房調査企画課
- 1977年 - 証券局総務課企画係長
- 1979年 - 鳥取税務署長
- 1980年 - 厚生省年金局企画課長補佐
- 1982年 - 主計局主計企画官補佐（財政計画係）、その後大蔵省理財局資金第二課長補佐等を務めた。
- 1985年 - 大阪国税局直税部次長
- 1989年 - 大蔵省理財局総務課調査室長
- 1991年 - 在ドイツ日本国大使館参事官
- 1994年 - 国税庁課税部法人税課長
- 1995年 - 大蔵省大臣官房参事官
- 1996年 - 防衛庁長官官房会計課長
- 1998年 - 国税庁長官官房総務課長
- 1999年 - 大蔵省理財局総務課長
- 2000年 - 大蔵省財政金融研究所次長
- 2000年 - 大蔵省理財局国有財産総括課長
- 2001年 - 名古屋国税局長[3]
- 2002年 - 総務省大臣官房審議官（地域振興担当）[3]
- 2004年 - 独立行政法人都市再生機構理事
- 2006年 - 東京国税局長[3]
- 2007年6月26日 農林中央金庫常勤監事[3]
- 2009年 農林中央金庫常勤監事 再任
- 2012年 日本酒類販売代表取締役副社長（経営企画担当兼関係会社担当）[3]
- 2016年 同 代表取締役社長[3]、東京都卸売酒販組合副理事長[4]
- 2017年 酒卸ユニオン＜創SOU＞ 理事長[5]
- 2019年 日本加工食品卸協会理事[6]
- 2021年 瑞宝中綬章受章[7]、食品産業功労賞受賞[3]
- 2022年 日本酒類販売取締役会長[8]、東京キワニスクラブ会長[9]、国際キワニス日本地区副ガバナー[10]

## 大蔵省（財務省）同期
- 杉本和行（弁護士、公正取引委員会委員長、財務事務次官、主計局長、大臣官房長、大臣官房総括審議官、主計局次長（筆頭））
- 丹呉泰健（JT会長、財務事務次官、主計局長、大臣官房長、理財局長）
- 石井道遠（東日本銀行頭取、国税庁長官、財務総合政策研究所長、主税局長、国税庁次長、大臣官房総括審議官）
- 三國谷勝範（預金保険機構理事長、金融庁長官、金融庁監督局長、金融庁総務企画局長、金融庁総務企画局総括審議官）
- 内村広志（国土交通省政策統括官、関東財務局長、理財局次長）
- 富田辰郎（国税不服審判所次長、神戸税関長、環境庁企画調整局企画調整課長）
- 神原寧（税務大学校長、金沢国税局長、国税庁長官官房会計課長）
- 宮澤洋一（参議院議員、経済産業大臣、衆議院議員、内閣府副大臣（経済財政等））

## 著作

### 論文等
- 「名古屋国税局長・田中正昭氏に聞く 確定申告書が新しい様式になりました」（服部靜明と共著）（中部財界45(3)、2002年3月）
- 「田中正昭・名古屋国税局長に聞く 東海経済圏は日本経済の要--地味ながら堅実に成長する製造業」（バンガード21（6)（通号248）、2001年6月）
- 「名古屋国税局長・田中正昭氏に聞く 「透明性」のある税務行政に取り組みたい」（川村洋輝と共著）（中部財界44(3)、2001年3月）
- 「"今後の財政改革に当たっての基本的考え方"と"財政の中期試算」（財経詳報（通号1447）、1983年2月28日）

### 翻訳
- 「世界インフレーションの解明（世界的インフレーションの分析）」（George L. Perry著）（調査月報（〔大蔵省大臣官房総合政策課〕）64(12)、1975年12月）